# Elezioni parlamentari in Kazakistan del 2012
Le elezioni parlamentari in Kazakistan del 2012 si sono tenute il 15 gennaio.

## Risultati
| Liste                                     | Voti      | %     | Seggi |
| ----------------------------------------- | --------- | ----- | ----- |
| Nur Otan                                  | 5.621.436 | 80,99 | 83    |
| Partito Democratico «Ak Žol»              | 518.405   | 7,47  | 8     |
| Partito Popolare Comunista del Kazakistan | 498.788   | 7,19  | 7     |
| Partito Socialdemocratico Nazionale       | 116.534   | 1,68  | -     |
| Partito Socialdemocratico Kazako «Auyl»   | 82.623    | 1,19  | -     |
| Partito dei Patrioti del Kazakistan       | 57.732    | 0,83  | -     |
| Partito Democratico «Adilet»              | 45.702    | 0,66  | -     |
| Totale                                    | 6.941.220 |       | 98    |